# Camilla Söderberg
Camilla Söderberg, född 25 mars 1953 i Stockholm, är en svensk tonsättare och blockflöjtist. Hon växte upp i Wien och redan som 12-åring antogs hon som blockflöjtselev på Musikhögskolan i Wien. Hon har också studerat vid Schola Cantorum Basiliensis i Schweiz.
Vid fyllda femtio bytte hon karriär och började komponera elektroakustisk musik.

## Verk
- Sylanop (1973)
- Evolution (2005)
- Born to Loneliness för tenorblockflöjt och elektronik (2007)
- Possesion (2008)
- Droppo (2009)
- An Endless Game? (2010)
- Flop för bas- och tenorblockflöjt, piano och elektroakustiskt ljud (2012)